# 克羅山
77°11′S 144°4′W / 77.183°S 144.067°W
克羅山（英語：Mount Crow）是南極洲的山峰，位於瑪麗伯德地，處於麥克朗山以東，屬於福特山脈的一部分，由美國探險隊發現和繪入地圖，現時由南極條約體系管理。